# Filip Bundgaard
Filip Bundgaard Kristensen (født 3. juli 2004) er en dansk professionel fodboldspiller, der spiller som kantspiller for den danske Superliga- klub Brøndby. Han spiller også på Danmarks U21 hold.

## Klubkarriere

### Randers
Den 5. juli 2020 fik Bundgaard sin professionelle debut for Randers' førstehold, hvor han kom ind som indskifter i det 90. minut sammen med sin bror Oliver Bundgaard, i en 3-2 danske Superliga -nedrykningsgruppesejr over Hobro IK. Derved blev han den yngste Randers' spiller nogensinde og den næstyngste spiller nogensinde i Superligahistorien, kun efter Jeppe Kjær.

### Brøndby
Den 1. februar 2024, på transferdeadlinedagen, skrev Brøndby under med Bundgaard på en fire et halvt år lang kontrakt.  Selvom transfersummen officielt var uoplyst, blev den rapporteret til at være over 22.3 millioner DKK. Dette tal gjorde ham til Randers ' rekordsalg og en af de højeste transfersummer i den danske Superligas historie. 

## Personligt liv
Bundgaard er lillebror til den professionelle fodboldkammerat og den danske ungdomslandskamp Oliver Bundgaard, der førte ham ind på Randers FC 's akademi, hvor begge skulle tilbringe deres formative år. 

## Eksterne links
- Filip Bundgaard i DBU's Landsholdsdatabase